# Свети Димитър (Осиково)
Вижте пояснителната страница за други значения на Свети Димитър.
„Свети Димитър“ е българска възрожденска църква в неврокопското село Осиково, България, част от Неврокопската епархия на Българската православна църква. Обявена е за паметник на културата с местно значение.

## Архитектура
Църквата е изградена в 1848 година. В архитектурно отношение представлява трикорабна базилика, градена от ломен камък, с полукръгла апсида на изток и открит притвор на запад. Теренът е денивилиран и подът на храма е на три нива. Покривът е от тикли. Прозорците са високо разположени, а през цялата сграда минава съпаловиден конкавен корниз, който на северната и южната фасада извива, повтаряйки наклона на терена. Входовете са с рамки от добре издялани каменни плочи.
Храмът има 7 m висока камбанария от камък с полуцилиндрично засводени отвори. В двора на храма е имало килийно училище.

## Интериор
Трите кораба във вътрешността са разделени с две редици от по пет колони, свързани с арки. На запад има дъсчена женска църква. Таваните са апликирани и многоцветни. В центъра е Христос Вседържител, представен като млад. Иконостасът е таблен и висок, с добри пропорции и цялостно с високи художествени достойнства. Лозницата му е изписана с флорални елементи, а надиконните пана – с вази с цветя. Иконите са от времето на изграждането на храма и са прецизно исписани с малки детайли. Те са разположени в три реда – 10 царски, 19 празнични и 13 апостолски.
На цокълните табла има сцени от „Шестоднева“ със светли фигури на сив фон. Царските двери са резбовани с растителни ажурни орнаменти и имат медальони. На архиерейския трон има примитивно изрязани лъвове, а амвонът е със скулптриран гълъб.
Архиерейският трон е с рисувана декорация и примитивно изрязани лъвове, а амвонът е с богати растителни орнаменти и скулптиран гълъб. На проскинитария е иконата на патрона св. Димитър.